# Richard A. Snelling

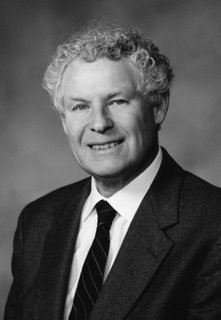
Richard A. Snelling

Richard Arkwright Snelling (* 18. Februar 1927 in Allentown, Pennsylvania; † 13. August 1991 in Shelburne, Vermont) war ein US-amerikanischer Politiker der Republikanischen Partei und von 1977 bis 1985 Gouverneur des Bundesstaates Vermont.

## Leben
Snelling wurde 1927 in Allentown im Osten Pennsylvanias geboren. Während des Zweiten Weltkrieges diente er in der United States Army. Von 1959 bis 1960 sowie von 1973 bis 1976 war er Abgeordneter im Repräsentantenhaus von Vermont. 1976 wurde Snelling mit 53,4 Prozent der Stimmen gegen die Demokratin Stella Hackel erstmals zum Gouverneur von Vermont gewählt und übte dieses Amt nach dreimaliger Wiederwahl vom 6. Januar 1977 bis zum 10. Januar 1985 aus. 1986 kandidierte er für den US-Senat, unterlag jedoch seinem demokratischen Kontrahenten Patrick Leahy.
1990 wurde Snelling erneut zum Gouverneur gewählt, wobei er sich diesmal gegen Peter Welch durchsetzte, und trat sein Amt am 10. Januar 1991 an. Nach Snellings überraschendem Tod infolge eines Herzinfarkts wurde der Demokrat Howard Dean, der zu diesem Zeitpunkt Vizegouverneur war, neuer Gouverneur von Vermont.
Snelling heiratete im Jahr 1947 Barbara W. Snelling, die von 1993 bis 1997 Vizegouverneurin von Vermont war. Das Paar bekam vier Kinder.